# Haugsgjerdeskjer
Haugsgjerdeskjer est une île norvégienne dans le landskap Sunnhordland du comté de Vestland. Il appartient administrativement à Sveio.

## Géographie
Rocheuse et désertique, à fleur d'eau, elle s'étend sur environ 53 m de longueur pour une largeur approximative de 23 m. 